# أنبار ماران
أنبار ماران (بالفارسية: انبارماران) هي قرية تقع في أذربيجان الغربية في إيران. يقدر عدد سكانها بـ 161 نسمة بحسب إحصاء 2016.